# Vladimír Filo
Pour les articles homonymes, voir Filo.
Vladimír Filo, né le 15 janvier 1940 à Gáň et mort le 18 août 2015 à Trnava, est un prélat catholique slovaque.

## Biographie
Ordonné prêtre en 1962, il est nommé évêque auxiliaire de l'archidiocèse de Trnava par Jean-Paul II en 1990. En 2002, il est nommé évêque coadjuteur du diocèse de Rožňava, puis évêque en 2008. Il prend sa retraite en 2015.